# Дружба (газета)
«Дружба» — общественно-политическая газета Красногвардейского района республики Адыгея.

## История
15 января 1935 года в свет вышла газета «Ленинское знамя», ставшая предшественницей нынешней «Дружбы». С самого своего первого номера она активно включилась в жизнь района, постепенно изменяя его культурный облик.
1941 год стал для редакции газеты непростым — большая часть мужского состава ушла на фронт. Тем не менее оставшиеся сотрудники работали не покладая рук. И только на время — на небольшой период оккупации — выпуск «Ленинского знамени» был прекращен.
В 50-е годы из-за недостатка бумаги издание выходило на двух полосах. Тираж его тогда составлял не более 600—700 экземпляров. Вместе с тем по причине того, что центральные газеты поступали по 1-2 экземпляра на колхоз, «районка» была самой читаемой газетой.
В 1959 году районная газета «Ленинское знамя» была ликвидирована ввиду экономии средств. Данное событие вызвало достаточно бурную реакцию общественности.
Однако в 1966 году ранее ликвидированные периодические издания были восстановлены. Так, 1 июля свет увидела газета с символичным названием — «Дружба». Новость о возвращении «районки» была встречена населением максимально положительно — за первые 10 дней с ее выхода подписку на предстоящее полугодие оформили около трех тысяч человек. Получали новую «четырехполоску» читатели три раза в неделю.
За многие годы существования газеты в ее редакции проработали десятки мастеров своего дела — журналисты, фотографы, полиграфисты. Каждый из них добросовестно выполнял свою работу, внося огромный вклад в развитие «Дружбы» и формируя тем самым круг преданных подписчиков.

## Газета сегодня
Ныне газета выходит два раза в неделю — по средам и субботам. Ее тираж — около 3100 экземпляров (по состоянию на начало 2022 года).
Главным редактором «Дружбы» является Ирина Ковалева, вступившая в должность в 2013 году. Всего же в редакции трудятся 11 человек — продолжателей добрых традиций предшественников, при этом привносящих что-то новое, соответствующее современным тенденциям.

## Учредитель
- Администрация Красногвардейского района Республики Адыгея.